# Aleksandr Bielakow (lotnik)
Aleksandr Wasiljewicz Bielakow (ros. Алекса́ндр Васи́льевич Беляко́в, ur. 8 grudnia?/20 grudnia 1897 we wsi Biezzubowo w guberni moskiewskiej, zm. 28 listopada 1982 w Moskwie) – radziecki lotnik, generał porucznik, Bohater Związku Radzieckiego (1936).

## Życiorys
W 1912 roku skończył szkołę wiejską, a w 1915 gimnazjum męskie w Riazaniu, następnie przez rok studiował w Piotrogrodzkim Instytucie Leśnym, w październiku 1916 roku został powołany do rosyjskiej armii. W lutym 1917 roku ukończył aleksandrowską szkołę piechoty w Moskwie, był młodszym oficerem kompanii w zapasowym pułku piechoty we Włodzimierzu, od lutego do grudnia 1917 jako młodszy oficer walczył w I wojnie światowej na Froncie Zachodnim. Od maja 1918 do lutego 1919 roku był sekretarzem wydziału leśnego powiatowej rady delegatów robotniczych i chłopskich w Bogorodzku (obecnie Nogińsk), od lutego 1919 służył w Armii Czerwonej, od maja 1919 do stycznia 1920 walczył w wojnie domowej przeciw armii Kołczaka i białym Kozakom, następnie przerwał służbę z powodu zachorowania na tyfus. Od kwietnia do lipca 1920 roku pracował w sztabie Północnokaukaskiego Okręgu Wojskowego, w latach 1921–1930 był technikiem-laborantem, w 1924 roku zaocznie ukończył Moskiewski Instytut Leśny, w 1930 został wykładowcą nawigacji, a od kwietnia do sierpnia 1935 roku był szefem katedry Akademii Wojskowo-Powietrznej im. Żukowskiego. Wiosną 1935 został odwołany z akademii dla przygotowania i wykonania przelotu transarktycznego na samolocie ANT-25 (nieudana próba, w której nie uczestniczył, miała miejsce 20 sierpnia 1935 roku). W grudniu 1935 eksternistycznie ukończył wojskową szkołę lotników, od lutego 1936 do stycznia 1939 roku był nawigatorem 1 Armii Specjalnego Przeznaczenia w Monino. W dniach 20–22 lipca 1936 samolotem ANT-25 wraz z Walerijem Czkałowem i Gieorgijem Bajdukowem wykonał lot z Moskwy przez Ocean Arktyczny i Pietropawłowsk Kamczacki na wyspę Udd (nazwaną później wyspą Czkałowa), pokonując 9374 km w ciągu 56 godzin i 20 minut. W dniach 18–20 czerwca 1937 roku załoga w składzie: W. Czkałow – I pilot, dowódca, A. Bielakow – I nawigator, G. Bajdukow – II pilot, II nawigator odbyła w bardzo trudnych warunkach rekordowy lot z Europy (Moskwa) do Ameryki przez Biegun Północny, lądując w Vancouver pokonawszy 8504 km. Od stycznia do listopada 1939 roku był głównym nawigatorem Sił Wojskowo-Powietrznych Armii Czerwonej, a w latach 1939–1940 szefem Wydziału 4 Zarządu 1 Sił Wojskowo-Powietrznych Armii Czerwonej, brał udział w wojnie z Finlandią, później pracował w akademii wojskowo-powietrznej w Monino, a od września 1940 do marca 1942 był komendantem wojskowej szkoły lotniczej w Riazaniu. W latach 1942–1944 był szefem 1 Wyższej Szkoły Nawigatorów i Lotników Awiacji Dalekiego Zasięgu ewakuowanej do miasta Karszy i Troicka, a w latach 1944–1945 szefem szkoły oficerskiej w Riazaniu, w lutym-marcu 1945 był zastępcą dowódcy 2 Armii Powietrznej 1 Frontu Ukraińskiego, a od kwietnia do maja 1945 roku głównym nawigatorem 16 Armii Powietrznej, brał udział w operacji dolnośląskiej i berlińskiej. Od czerwca 1945 do sierpnia 1960 roku był szefem wydziału Akademii Wojskowo-Powietrznej w Monino, w kwietniu 1955 brał udział w pracy ekspedycji „Siewier-7”, podczas której wykonał 4 dalekie loty na samolocie Tu-4 dla przetestowania automatycznego astrokompasu BK-63, w sierpniu 1960 roku zakończył służbę wojskową, pracował w Moskiewskim Instytucie Fizyczno-Technicznym jako profesor i szef katedry. Napisał wiele prac o nawigacji. Od 1938 roku miał stopień doktora nauk geograficznych, a od 1960 profesora. Był deputowanym do Rady Najwyższej ZSRR 1 kadencji (1937–1946). W 1971 roku otrzymał honorowe obywatelstwo Nogińska, a w 1981 roku Nikołajewska nad Amurem. Został pochowany na Cmentarzu Nowodziewiczym. Jego imieniem nazwano górski szczyt w Dagestanie, szkołę w Nogińsku, ulice w Moskwie, Nowosybirsku, Riazaniu, Mohylewie, Mariupolu, Melitopolu i innych miastach.

## Awanse
- kombrig (22 lutego 1938)
- generał major lotnictwa (4 czerwca 1940)
- generał porucznik lotnictwa (25 marca 1943)

## Odznaczenia
- Złota Gwiazda Bohatera Związku Radzieckiego (24 lipca 1936)
- Order Lenina (dwukrotnie - 24 lipca 1936 i 21 lutego 1945)
- Order Czerwonego Sztandaru (trzykrotnie - 9 sierpnia 1937, 3 listopada 1944 i 20 czerwca 1949)
- Order Wojny Ojczyźnianej I klasy (18 sierpnia 1945)
- Order Czerwonego Sztandaru Pracy (dwukrotnie - 31 października 1957 i 20 grudnia 1977)
- Order Czerwonej Gwiazdy (trzykrotnie - 25 maja 1936, 25 marca 1943 i 28 października 1967)

I medale.